# Maria Zuber
Pour les articles homonymes, voir Zuber.
Maria Zuber, née le 27 juin 1958 à Norristown (Pennsylvanie), est une planétologue et astronome américaine diplômée de l'université de Pennsylvanie. Spécialiste de la structure et de la tectonique des objets solides du système solaire (planètes, lunes, etc.), elle a été responsable de la mission spatiale GRAIL (étude de la Lune) et a fait partie de l'équipe scientifique d'une dizaine de missions de la NASA dont Mars Global Surveyor, Dawn et MESSENGER.    
Maria Zuber a travaillé à l'université Johns-Hopkins et occupé un poste de chercheur au Centre de vol spatial Goddard de la NASA dans le Maryland. Elle a rejoint le Massachusetts Institute of Technology en 1998 et y a été responsable du département des Sciences de la Terre, de l'atmosphère et des planètes de 2003 à 2012. Depuis 2012 elle est vice-présidente de la recherche au MIT. Maria Zuber est l'une des vingt-cinq membres du National Science Board qui définit la stratégie de la National Science Foundation.

## Contributions aux missions de la NASA
- Responsable de la mission GRAIL
- Responsable scientifique adjoint de l'altimètre laser de Lunar Reconnaissance Orbiter
- Responsable scientifique adjoint de la mission Dawn
- Responsable de l'équipe chargée des expériences radio de la sonde spatiale  Mars Reconnaissance Orbiter
- Co responsable scientifique de la mission MESSENGER
- Responsable de l'équipe chargée des expériences d'altimétrie laser de la sonde Near Earth Asteroid Rendezvous
- Responsable adjoint de l'altimètre laser de Mars Global Surveyor
- Participation aux expériences d'altimétrie et de gravimétrie de Clementine
- Responsable adjoint de  l'altimètre laser de Mars Observer

## Récompenses
- 2019 : prix Gerard-P.-Kuiper « pour ses contributions à l'avancement de la géophysique, de la cartographie de la gravité planétaire et de l'altimétrie laser »[2]